# Honda X8R
X8R è uno scooter 50 cm³ commercializzato dalla casa motociclistica giapponese Honda dal 1998 fino al 2001.
Dotato di motore a due tempi da 50 cm³ di cilindrata raffreddato ad aria, era fabbricato in Italia e disponibile in due versioni, X8R-S e X8R-X.
La prima versione era in conformazione maggiormente sportiva e dedicata ad un uso prettamente stradale, la seconda aveva alcune soluzioni, quali il parafango anteriore più alto e la presenza di pneumatici tassellati con l'intenzione di richiamare maggiormente l'uso in fuoristrada.
Poco prima dell'uscita di produzione la versione S è stata resa disponibile con una livrea Valentino Rossi in onore del pilota che in quegli anni gareggiava per Honda.

## Caratteristiche tecniche
| Caratteristiche tecniche - X8R-S Super Sport (1998) | Caratteristiche tecniche - X8R-S Super Sport (1998) | Caratteristiche tecniche - X8R-S Super Sport (1998) | Caratteristiche tecniche - X8R-S Super Sport (1998) | Caratteristiche tecniche - X8R-S Super Sport (1998) | Caratteristiche tecniche - X8R-S Super Sport (1998) |
| Dimensioni e pesi                                   | Dimensioni e pesi | Dimensioni e pesi | Dimensioni e pesi | Dimensioni e pesi | Dimensioni e pesi |
| --------------------------------------------------- | --- | --- | --- | --- | --- |
| Ingombri (lungh.×largh.×alt.)                       | 1875 × 705 × 1165 mm | 1875 × 705 × 1165 mm | 1875 × 705 × 1165 mm | 1875 × 705 × 1165 mm | 1875 × 705 × 1165 mm |
| Altezze                                             | Sella: 820 mm - Minima da terra: 130 mm | Sella: 820 mm - Minima da terra: 130 mm | Sella: 820 mm - Minima da terra: 130 mm | Sella: 820 mm - Minima da terra: 130 mm | Sella: 820 mm - Minima da terra: 130 mm |
| Interasse: 1265 mm                                  | Interasse: 1265 mm | Massa a vuoto: 92 kg | Massa a vuoto: 92 kg | Serbatoio: 7l | Serbatoio: 7l |
| Meccanica                                           | | | | | |
| Tipo motore: Monocilindrico 2 tempi                 | Tipo motore: Monocilindrico 2 tempi | Tipo motore: Monocilindrico 2 tempi | Tipo motore: Monocilindrico 2 tempi | Raffreddamento: ad aria | Raffreddamento: ad aria |
| Cilindrata                                          | 49,4 cm³ (Alesaggio 39,0 × Corsa 41,4 mm) | 49,4 cm³ (Alesaggio 39,0 × Corsa 41,4 mm) | 49,4 cm³ (Alesaggio 39,0 × Corsa 41,4 mm) | 49,4 cm³ (Alesaggio 39,0 × Corsa 41,4 mm) | 49,4 cm³ (Alesaggio 39,0 × Corsa 41,4 mm) |
| Distribuzione:                                      | Distribuzione: | Distribuzione: | Alimentazione: Carburatore - Da 12 mm | Alimentazione: Carburatore - Da 12 mm | Alimentazione: Carburatore - Da 12 mm |
| Potenza: 1,5 kW a 6.250 giri/min.                   | Potenza: 1,5 kW a 6.250 giri/min. | Coppia: 2,4 Nm a 4.000 giri/min. | Coppia: 2,4 Nm a 4.000 giri/min. | Rapporto di compressione: 7 : 1 | Rapporto di compressione: 7 : 1 |
| Frizione:                                           | Frizione: | Frizione: | Cambio: V-Matic | Cambio: V-Matic | Cambio: V-Matic |
| Accensione                                          | A scarica capacitativa | A scarica capacitativa | A scarica capacitativa | A scarica capacitativa | A scarica capacitativa |
| Trasmissione                                        | primaria a cinghia, finale a ingranaggi | primaria a cinghia, finale a ingranaggi | primaria a cinghia, finale a ingranaggi | primaria a cinghia, finale a ingranaggi | primaria a cinghia, finale a ingranaggi |
| Avviamento                                          | Elettrico ed a pedale | Elettrico ed a pedale | Elettrico ed a pedale | Elettrico ed a pedale | Elettrico ed a pedale |
| Ciclistica                                          | | | | | |
| Telaio                                              | monoscocca in alluminio pressofuso | monoscocca in alluminio pressofuso | monoscocca in alluminio pressofuso | monoscocca in alluminio pressofuso | monoscocca in alluminio pressofuso |
| Sospensioni                                         | Anteriore: Forcella telescopica con steli da 31 mm / Posteriore: monoammortizzatore | Anteriore: Forcella telescopica con steli da 31 mm / Posteriore: monoammortizzatore | Anteriore: Forcella telescopica con steli da 31 mm / Posteriore: monoammortizzatore | Anteriore: Forcella telescopica con steli da 31 mm / Posteriore: monoammortizzatore | Anteriore: Forcella telescopica con steli da 31 mm / Posteriore: monoammortizzatore |
| Freni                                               | Anteriore: Disco da 220 mm / Posteriore: Disco da 190 mm | Anteriore: Disco da 220 mm / Posteriore: Disco da 190 mm | Anteriore: Disco da 220 mm / Posteriore: Disco da 190 mm | Anteriore: Disco da 220 mm / Posteriore: Disco da 190 mm | Anteriore: Disco da 220 mm / Posteriore: Disco da 190 mm |
| Pneumatici                                          | anteriore: 120/70x13 - posteriore: 140/60x13 | anteriore: 120/70x13 - posteriore: 140/60x13 | anteriore: 120/70x13 - posteriore: 140/60x13 | anteriore: 120/70x13 - posteriore: 140/60x13 | anteriore: 120/70x13 - posteriore: 140/60x13 |
| Prestazioni dichiarate                              | | | | | |
| Velocità massima                                    | 45 km/h, come previsto dalla normativa per ciclomotori 50cc in Europa (categoria L1e). In realtà, senza limitazioni (con restrizioni rimosse), il motore può raggiungere circa 70–75 km/h, ma questo non è conforme all’omologazione originale. km/h | 45 km/h, come previsto dalla normativa per ciclomotori 50cc in Europa (categoria L1e). In realtà, senza limitazioni (con restrizioni rimosse), il motore può raggiungere circa 70–75 km/h, ma questo non è conforme all’omologazione originale. km/h | 45 km/h, come previsto dalla normativa per ciclomotori 50cc in Europa (categoria L1e). In realtà, senza limitazioni (con restrizioni rimosse), il motore può raggiungere circa 70–75 km/h, ma questo non è conforme all’omologazione originale. km/h | 45 km/h, come previsto dalla normativa per ciclomotori 50cc in Europa (categoria L1e). In realtà, senza limitazioni (con restrizioni rimosse), il motore può raggiungere circa 70–75 km/h, ma questo non è conforme all’omologazione originale. km/h | 45 km/h, come previsto dalla normativa per ciclomotori 50cc in Europa (categoria L1e). In realtà, senza limitazioni (con restrizioni rimosse), il motore può raggiungere circa 70–75 km/h, ma questo non è conforme all’omologazione originale. km/h |
| Accelerazione                                       | 10-12 Secondi 0/45 km/h s | 10-12 Secondi 0/45 km/h s | 10-12 Secondi 0/45 km/h s | 10-12 Secondi 0/45 km/h s | 10-12 Secondi 0/45 km/h s |
| Consumo                                             | Circa 30–35 km/l | Circa 30–35 km/l | Circa 30–35 km/l | Circa 30–35 km/l | Circa 30–35 km/l |
| Fonte dei dati: Cartella stampa Honda               | | | | | |